# Литервуд, Лилли
Лилли Литервуд(-Кинг) (англ. Lillie Mae Leatherwood(-King); род. 6 июля 1964, Таскалуса, Алабама) — американская легкоатлетка (бег на короткие дистанции), призёр чемпионатов мира, призёр Кубка мира, чемпионка и призёр летних Олимпийских игр, участница двух Олимпиад, олимпийская рекордсменка.

## Карьера
На домашней летней Олимпиаде в Лос-Анджелесе Литервуд выступала в беге на 400 метров и 4×400 метров. В первом виде она заняла 5-е место (50,25 с), а чемпионкой стала её соотечественница Валери Бриско-Хукс (48,93 с — олимпийский рекорд). В эстафете команда США (Шерри Ховард, Валери Бриско-Хукс, Чандра Чизборо, Лили Литервуд) завоевала золотые медали и установила олимпийский рекорд (3:18,29 с). Серебряные и бронзовые медали поделили команды Канады (3:21,21 с) и ФРГ (3:22,98 с) соответственно.
На следующей летней Олимпиаде в Сеуле Литервуд снова выступала в этой же дисциплине. На этот раз американки (Денин Ховард, Дайана Диксон, Валери Бриско, Флоренс Гриффит-Джойнер, Шерри Ховард, Лили Литервуд) заняли второе место (3:15,51 с), уступив команде СССР (3:15,17 — мировой рекорд) и опередив бронзовых призёров — команду ГДР (3:18,29 с).